# Prismopora serrata
Prismopora serrata är en mossdjursart som först beskrevs av Meek 1875.  Prismopora serrata ingår i släktet Prismopora och familjen Hexagonellidae. Inga underarter finns listade i Catalogue of Life.